# Alvar (hinduismo)
Los Alvar fueron doce santos vaisnavas que —durante el periodo medieval de la historia de Tamil (entre los siglos VII a X)— revivieron el hinduismo devocional a través de sus alabanzas y culto a Vishnú y sus avatares.
En idioma tamil se les llama ஆழ்வார்கள்.
Entre ellos se incluye una mujer (Andal).
La colección de sus himnos se conoce como Divya prabandha, que fue recopilado por el bráhmana Nathamuni. El nieto de este, el famoso maestro Iamuna Achariá (siglo X-XI) escribió un comentario sobre el Prabhanda.
La literatura bhakti que difundieron estos Alvar contribuyó al establecimiento y desarrollo de una cultura que rompió para siempre con la religión védica (orientada a los rituales) y se enraizó en la devoción como el único medio para la salvación.
Además contribuyeron a hacer que la vida religiosa tamil fuera independiente del conocimiento del idioma sánscrito.

## Etimología
Azhwar literalmente significa ‘personas que están inmersas’.
Se les llamaba así debido a que estaban inmersos en su amor por su Señor Vishnú.

## Legado
Entre todos dejaron unos cuatro mil poemas (nālāyira) en idioma tamil Divya prabandham (que se consideran la esencia de los Vedas, ya que contienen alabanzas al dios Vishnú).
Uno de los Alvar más importantes fue Nammalvar. Vivió durante el siglo VII. Escribió 1352 himnos.
Entre ellos, el Thiru Virudham, Thiru Āsiriyam y Periya Thiruvandhadhi corresponden al Rig, Iáyur y Atharva-veda respectivamente.
Su otro trabajo, el Periya-thirumozhi (palabras divinas) es uno de los poemas principales del vaishnavismo del sur de la India.
Periyalvar, en vez de sentirse como hijo del dios padre Vishnú, se veía como madre, nodriza y novia.
La poetisa Andal, quien creció en casa de Periya Alvar, escribió el Tiruppāvai, una colección de 30 poemas que da expresión a un puro amor por Vishnú.
Thirumangai Alvar fue el que realizó el mayor número de mangalasasanam (cantos en alabanza) en los Divya Desams.

## Sinopsis de los Alvares
La siguiente tabla muestra el sitio de nacimiento, el siglo y la estrella natal de cada Álvar.

| N.º | Santo alwar           | Periodo y lugar                        | Otros nombres                                                                          | Mes tamil  | Nakshatra               | Signo                                           |
| --- | --------------------- | -------------------------------------- | -------------------------------------------------------------------------------------- | ---------- | ----------------------- | ----------------------------------------------- |
| 1   | Poigai Alvar          | Siglo VII, Kanchi puram                | Saro-yogi, Kāsāra-yogi, Poigai-pirān, Padma-muni, Kavinyarporeyeru                     | Aiypasī    | Thiruvonam (śravana)    | Panchajanya (caracola)                          |
| 2   | Bhūthathalvar         | Siglo VII, Mylapore                    |                                                                                        | Aiypasī    | Avittam (Dhanishta)     | Kaumodakī (maza de guerra)                      |
| 3   | Peyalvar              |                                        | Kairava-muni, Maha-dāhva-yār                                                           | Aiypasī    | Sadayam (Satabhishak)   | Nandaka (espada)                                |
| 4   | Thirumalisai Alvar    | Siglo VII, Thirumazhisai               | Bhakthi-sārar, Bhārgavar, Magisārāpuriswarar, Mazhisai-pirān                           | Thai       | Magam (Magha)           | Sudarshana (disco)                              |
| 5   | Nammalvar             | Siglo IX, Azhwar Thirunagari (Kurugur) | Sadagopan, Sadāri, Parānkusun, Māran, Vakulāa Baranan, Kurugaiyar-kone                 | Vaigāsi    | Vishākam (Vishāka)      | Vishvaksena (comandante)                        |
| 6   | Madhurakavi Alvar     | Siglo IX, Thirukollur                  | Inkaviyār, Azhwārukku Adiyān                                                           | Chitthirai | Chitthirai (Chithra)    | Vainatheya (Garudá)                             |
| 7   | Kulashekhara Azhwar   | Siglo VIII, Thirvanjikkolam            | Kolli-kāvalan, Kūdal-nāyakan, Koyikone, Villavar-kone, Cheyralar-kone                  | Māsī       | Punar Pūsam (Punarvasu) | Kaustubha (collar de gema)                      |
| 8   | Periyalvar            | Siglo IX, Sri Villiputhur              | Vishnú-chitthar, Patta-nādan, Battar-pirān, Sri-Villiputthūrār, Sriranganātha-Svasūrar | āni        | Swathi (Swāthī)         | Garudá (ave portadora de Vishnú)                |
| 9   | Andal                 | Siglo IX, Sri Villiputhur              | Chūdikoduttha Nācheyār, Godai, Godai-pirātti                                           | Ādi        | Pūram (Pūrva Phalguni)  | Bhūdevi (la vaca Tierra)                        |
| 10  | Thondaradippodi Alvar | Siglo VIII, Thirumandangudi            | Vibranārāyanar, Thirumandangudiyār, Bhakthangirirenu, Palliunartthiya-pirān            | Mārgazhi   | Kettai (Jyeshta)        | Vana-mālai (guirnalda del bosque)               |
| 11  | Thiruppān Alvar       | Siglo VIII, Uraiyur                    | Pānar, Muni-vāhanar, Yogi-vāhanar, Kavīśwara                                           | Kārthigai  | Rogini (Rohinī)         | Srivatsa (mechón de pelo en el pecho de Vishnú) |
| 12  | Thirumangai Alvar     | Siglo VIII, Thirukurayalur             | Kaliyan, Ālinādan, NāluKaviPerumāl, Arulmāri, Parakālan, Mangaiyarkone                 | Kārthigai  | KrithikaI (Kritthikā)   | Saranga (arco)                                  |